# I'm Looking Through You
I'm Looking Through You (Lennon/McCartney) är en låt av The Beatles från 1965.

## Låten och inspelningen
Detta är ännu en låt där Paul hade inspirerats av sitt vid denna tid försämrade förhållande till Jane Asher. Med sina totalt 23 timmar blev den inspelningstid man ägnade den ganska enkla låten dubbelt så lång som den tid man lade på We Can Work It Out. Vid den första sessionen 24 oktober försökte man under nio timmar spela in låten i ett långsammare och mer balladliknande tempo. Vid andra försöket, på kvällen 6 november, hade Paul arrangerat om den i en snabbare och mer countryaktig stil. Trots sex timmars försök lyckades man inte heller denna gång få en version Paul var nöjd med. Slutligen satte man låten i den version som kom att ges ut, efter åtta timmars arbete den 11 november 1965. Låten kom med på LP:n Rubber Soul, som utgavs i England 3 december 1965 och i USA 6 december 1965. De första två versionerna finns utgivna på bootlegs. 